# Maggie Cheung
Maggie Cheung (chin. trad.: 張曼玉, chin. upr.: 张曼玉, pinyin: Zhāng Mànyù; ur. 20 września 1964 w Hongkongu) – hongkońska aktorka filmowa. Laureatka nagrody dla najlepszej aktorki na 57. MFF w Cannes za rolę w filmie Czysta (2004) Oliviera Assayasa. Nagrodę tę otrzymała jako pierwsza w historii Azjatka. 

## Życiorys
Urodziła się w Hongkongu, gdzie jej rodzina przeniosła się z Szanghaju. W 1971 rozpoczęła naukę w St. Paul’s Convent School, lecz naukę przerwała, gdyż w wieku 8 lat wraz z całą rodziną wyemigrowała do Wielkiej Brytanii. Po ukończeniu nauki w Anglii, wróciła do Hongkongu, gdzie rozpoczęła pracę modelki. W 1983 wzięła udział w wyborach Miss Hongkongu, gdzie wygrała tytuł Miss Fotoreporterów. W tym samym roku zakwalifikowała się do wyborów Miss World.
W 1992 otrzymała Srebrnego Niedźwiedzia dla najlepszej aktorki na 42. MFF w Berlinie. W 2004 otrzymała nagrodę dla najlepszej aktorki na 57. MFF w Cannes. Cheung ponadto otrzymała sześć nagród Hong Kong Film Awards.
Zasiadała w jury konkursu głównego na 56. MFF w Wenecji (1999) oraz na  60. MFF w Cannes (2007).

## Filmografia
Filmy fabularne
- 2009: Bękarty wojny (Inglourious Basterds) jako madame Ada Mimieux (sceny usunięte)
- 2004: Czysta (Clean) jako Emily Wang
- 2004: 2046 jako slz1960 / Su Li-zhen
- 2002: Hero (Ying xiong) jako Śnieżynka
- 2000: Yi jian zhong qing jako Ellen
- 2000: Spragnieni miłości (Fa yeung nin wa) jako pani Chan (z domu Su Li-Zhen)
- 2000: Le bel hiver jako Belle passante
- 1999: Augustin, roi du Kung-fu jako Ling
- 1997: Chińska szkatułka (Chinese Box) jako Jean
- 1997: Siostry Soong (Song jia huang chao) jako Song Qingling
- 1996: Historia pewnej przyjaźni (Tian mi mi) jako Qiao Li
- 1995: Augustin jako Ling
- 1994: San tung gui shut doi jako Coco
- 1994: Popioły czasu (Dung che sai duk) jako kobieta
- 1993: Zhui nan zi jako Ching Siu Nam/Viet-Nam Rose
- 1993: Lim jing dai yat gik jako Annie Ma
- 1993: Se diu ying hung ji dung sing sai jau jako Mistrzyni
- 1993: Shen Jing Dao yu Fei Tian Mao jako Lecący kot
- 1993: Zhan shen chuan shuo jako Hsien
- 1993: Ching Se jako Zielony Wąż
- 1993: Dung fong saam hap jako Chat / Mercy
- 1993: Kin chan no Cinema Jack
- 1993: Atomowe amazonki (Xian dai hao xia zhuan) jako Chat
- 1993: Święta broń (Wu xia qi gong zhu) jako księżniczka Tin-Heung
- 1993: Fei yue mi qing jako Tammy Cheung
- 1993: Bosonogi mistrz (Chik geuk siu ji) jako Poszukiwaczka
- 1993: Chai gong jako Dziwka dziewięciu żyć
- 1992: Policyjna opowieść 3: Superglina (Jing cha gu shi III: Chao ji jing cha) jako May
- 1992: Leung goh nuijen, yat goh leng, yat goh m leng
- 1992: Qian mian tian wang jako Jacky Chuck
- 1992: Jia you xi shi jako Ho Yok ‘Holiyok’
- 1992: Hua! ying xiong jako Lan
- 1992: Zhen de ai ni
- 1992: Sun lung moon hak chan jako Jade King
- 1992: Bliźniacze smoki (Shuang long hui) jako Barbara
- 1992: Bai mei gui jako Rose Chin
- 1991: Aktorka (Yuen Ling-yuk) jako Ruan Ling-yu
- 1991: Hei xue jako Maggie
- 1991: Zhi zai chu wei jako Annie
- 1991: Fu gui ji xiang jako Carrie Kam
- 1991: Bankiet (Haomen yeyan) jako tancerka
- 1991: Seung sing gusi jako Olive Cheung
- 1990: Dni naszego szaleństwa (A Fei zheng chuan) jako Su Lizhen
- 1990: Ke tu qiu hen jako Cheung Hueyin
- 1990: San ren xin shi jie jako Joe
- 1990: Jian yu bu she fang
- 1990: Gong chang fei long jako May (Ah Mei)
- 1990: Gun gun hong chen jako Yueh-Feng
- 1990: Ren zai Niu Yue jako Lee Fung-Jiau
- 1990: Ai zai bie xiang de ji jie jako Li Hung
- 1989: Shen yong shuang mei mai
- 1989: Bu tuo wa de ren jako Huang
- 1989: Wo ai fu gui jako Chow Fung
- 1989: Xiao xiao xiao jing cha
- 1989: Ji dong ji xia jako Polla
- 1989: Qiu ai ye jing hun
- 1989: Zai jian wang lao wu
- 1988: Liu jin sui yue jako Nancy Cheung
- 1988: Yue liang, xing xing, tai yang jako May
- 1988: Shuang fei lin men jako Diana
- 1988: Ying zhao nu lang 1988 jako Jenny Lin
- 1988: Nan bei ma da jako Betty
- 1988: Qiu ai gan si dui jako Fanny
- 1988: Guo bu xin lang jako Jade Li
- 1988: Policyjna opowieść 2 (Ging chaat goo si juk jaap) jako May
- 1988: Kiedy łzy przeminą (Wong gok ka moon) jako Ngor
- 1988: Fei mao liu lang ji jako Bibi Cheung
- 1988: Ai de tao bing jako So See-Dai
- 1987: Projekt A 2 ( ‘A’ gai waak juk jaap) jako Yesan
- 1987: Xin tiao yi bai jako Maggie
- 1987: Yong ai zhuo yi ren jako dziewczyna (niewymieniona w czołówce)
- 1987: Huang se gushi jako Chu Hsiao-min
- 1987: Tian ci liang yuan jako Yuk
- 1987: Cheng chong chui lui chai jako Tung Tung
- 1986: Kai xin gui zhuang gui jako Tsui Pan-Han
- 1986: Yuan Zhen-Xia yu Wei Si-Li jako Tsai-Hung
- 1985: Mei gui de gu shi jako Rose Wong
- 1985: Sheng dan qi yu jie liang yuan jako Cat
- 1985: Mo deng xian lu qi yuan jako Chang Man-Ju
- 1985: Policyjna opowieść (Ging chat goo si) jako May
- 1984: Czarująca księżniczka (Ching wa wong ji) jako Kitty
- 1984: Yuen fan jako Monica
- 1982: Shi lian zhuan jia

Seriale telewizyjne
- 1986: Yang ka cheung
- 1984: San jaat si hing jako Wing Chi
- 1984: Wak chu choi hong

## Nagrody
- Nagroda na MFF w Cannes Najlepsza aktorka: 2004 Czysta
- Nagroda na MFF w Berlinie Najlepsza aktorka: 1992 Aktorka